# Incisa Scapaccino
Incisa Scapaccino ist eine Gemeinde in der italienischen Provinz Asti (AT), Region Piemont.

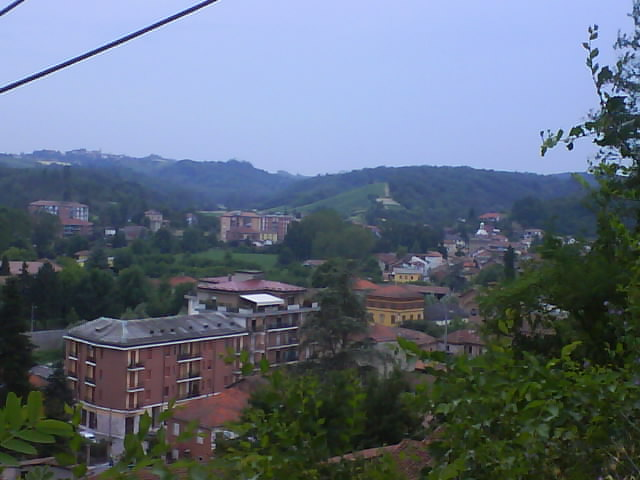

## Lage und Einwohner
Incisa Scapaccino liegt 25 km südöstlich von der Provinzhauptstadt Asti entfernt. Das Gemeindegebiet umfasst eine Fläche von 20 km² und hat2021 Einwohner (Stand 31. Dezember 2023). Zur Gemeinde zählen die Weiler Borgo Ghiare, Borgo Impero, Borgo Madonna, Borgo Stazione, Borgo Villa und Regione Collina.
Die Nachbargemeinden sind Bergamasco, Castelnuovo Belbo, Cortiglione, Masio, Nizza Monferrato, Oviglio und Vaglio Serra.

## Kulinarische Spezialitäten
In der Umgebung von Incisa Scapaccino wird Weinbau betrieben. Die Muskateller-Rebe für den Asti Spumante, einen süßen DOCG-Schaumwein mit geringem Alkoholgehalt sowie für den Stillwein Moscato d’Asti wird hier ebenfalls angebaut. In Incisa Scapaccino werden auch Reben der Sorte Barbera für den Barbera d’Asti, einen Rotwein mit DOCG-Status, sowie für den Barbera del Monferrato angebaut.

## Gemeindepartnerschaft
- Saint-Just-Chaleyssin